# Cheilotrichia luteivena
Cheilotrichia luteivena là một loài ruồi trong họ Limoniidae. Chúng phân bố ở vùng Tân nhiệt đới.